# Giswil
Giswil is een gemeente in het midden van Zwitserland aan de zuidkant van de Sarnersee. Het ligt in het kanton Obwalden tussen Luzern en Interlaken en het is zowel in de zomer als in de winter een vakantieoord.
Dominerend in het panorama van Giswil is de Giswilerstock (2011 m), vanaf Giswil gezien een puntige berg.

## Oppervlakte
Totaal 8597 ha, waarvan:
- begroeid (bos, struiken) 4541 ha 52,8%
- cultuurland (weide- en akkerland, Alpen enz.) 3195 ha 37,2%
- woongebied 158 ha 1,8%
- onproductief land (water, onbegroeid) 703 ha 8,2%

## Inwoners
- Stand 1950 : 2642
- Stand 1960 : 2679
- Stand 1970 : 2890
- Stand 1980 : 2734
- Stand 1990 : 3146
- Stand 2000 : 3513
- Stand 31 december 2005 : 3408
  - waarvan Zwitsers met Heimatsort Giswil: 1252
  - waarvan Zwitsers uit andere gebieden : 1935
  - waarvan buitenlanders : 221
  - waarvan toeristen (weekverblijf) : 17

## Godsdienst
- Katholiek 83,4 %
- Protestant 6,0 %
- overige godsdiensten en niet-godsdienstig 10,6 %

Alpnach · Engelberg · Giswil · Kerns · Lungern · Sachseln · Sarnen
- Gemeinsame Normdatei: 4335848-2
- Historisch woordenboek van Zwitserland: 000742
- MusicBrainz: 3ebe5796-b992-441c-ab76-81e98750bcec
- Virtual International Authority File: 248252524
- WorldCat: E39PBJk8VWPFXcBTMqJTTXvj4q